# 白俄罗斯广播电台
白俄罗斯广播电台（英语：Radio Belarus，白俄罗斯语：Радыё «Беларусь»），是白俄罗斯国家电视广播公司的国际广播频道，于1962年5月11日开播，前身是苏联时期的明斯克广播电台（Radio Minsk）。目前使用互联网、短波、FM等方式对全世界广播。

## 历史
- 1962年5月11日，白俄罗斯苏维埃社会主义共和国的国际广播电台“明斯克广播电台”（Radio Minsk）开播，广播语言使用白俄罗斯语和俄语两种语言。
- 1985年，开播德语广播。[1]
- 1991年，随着白俄罗斯从苏联独立，明斯克广播电台易名为“白俄罗斯广播电台”（Radio Belarus）。
- 1998年，开播英语广播。
- 2006年，开播波兰语广播。
- 2010年，开播法语和西班牙语广播。
- 2016年4月1日，取消短波、中波、长波频率，标志着白俄罗斯广播电台向互联网媒体转型，仅保留对德国的德语广播短波频率。

## 现况
现今，白俄罗斯广播电台目前有白俄罗斯语、俄语、汉语、英语、法语、德语、波兰语、西班牙语、阿拉伯语共九种语言，每天通过互联网24小时全天候在线广播。而短波仅保留对德国的德语广播，每天以频率6005kHz在北京时间17:00-19:00播出。此外，白俄罗斯广播电台在国内六座边境城市落地FM频率，以面向波兰等邻国广播。

### 汉语广播
白俄罗斯广播电台汉语广播制作的节目《白俄罗斯是你的朋友》，于每周三、五、日的北京时间08:20、13:20、18:20在互联网播出，各播送20分钟。

### FM频率
- 布列斯特 - 96.4 MHz
- 格罗德诺 - 96.9 MHz
- 斯维斯洛奇 - 100.8 MHz
- Heraniony - 99.9 MHz
- 布拉斯拉夫 - 106.6 MHz
- 米亚德利 - 102.0 MHz